# Кверквелия, Соломон
Соломо́н Кверкве́лия (груз. სოლომონ კვირკველია; род. 6 февраля 1992, Самтредиа, Грузия) — грузинский футболист, защитник кутаисского «Торпедо» и сборной Грузии. Участник чемпионата Европы 2024. Чемпион России, трёхкратный обладатель Кубка России, обладатель Суперкубка России по футболу.

## Клубная карьера

### «Рубин»
Футбольную карьеру начинал в петербургском «Зените», где сыграл девять матчей в первенстве молодёжных команд. Перед началом сезона 2011/2012 перешёл в казанский «Рубин». Поначалу выступал за молодёжный состав, однако с июня начал попадать в заявку на игры первой команды. За основной состав дебютировал 17 июля 2011 года в 1/16 финала Кубка России с «Уралом». Спустя пять дней сыграл свой первый матч и в Премьер-лиге, выйдя в стартовом составе на гостевой матч с «Тереком». 26 июля вышел в стартовом составе на матч третьего квалификационного раунда Лиги чемпионов с киевским «Динамо». Дважды обыграв киевлян, «Рубин» вышел в плей-офф квалификации, где ему предстояло встретиться с французским «Лионом». В первой встрече казанский клуб уступил на выезде со счётом 1:3, а Кверквелия отметился автоголом, срезав мяч в свои ворота после прострела Бафетимби Гомиса. Ответная игра закончилась вничью, и «Рубин» выбыл из дальнейшего розыгрыша Лиги чемпионов, квалифицировавшись в групповой этап Лиги Европы. 20 августа в своей четвёртой игре в премьер-лиге забил гол в ворота «Амкара», установив окончательный счёт матча 1:1.

#### Аренда в «Нефтехимик»
Летом 2012 года был отдан в аренду нижнекамскому «Нефтехимику». В феврале 2013 года был призван заменить Сальваторе Боккетти, ушедшего в «Спартак», и вернулся в «Рубин». 19 апреля 2013 года сыграл за «Рубин» после возвращения в матче 25-го тура против «Амкара». В 2013 году, когда вернулся в «Рубин», сменил игровой номер 67 на 62. На сезон 2013/2014 был заявлен под номером 5. По итогам сезона 2014 стал лучшим футболистом Грузии и был назван лучшим грузинским легионером, играющим в других странах.

### «Локомотив»
23 февраля 2017 года перешёл в «Локомотив» на правах аренды до конца сезона. 30 июня 2017 года подписал полноценный контракт с клубом до 2021 года. 18 июля в первом туре забил гол в домашнем матче тульскому «Арсеналу» (1:0).
По результатам сезона 2017/18 объединение болельщиков «Локомотива» United South признало Соломона Кверквелию лучшим игроком.

#### Аренда в «Ротор»
20 августа 2020 года перешёл в аренду в футбольный клуб «Ротор» до конца сезона 2020/21.

#### «Металлист 1925»
14 октября 2021 года перешел в украинский «Металлист-1925» на правах свободного агента.

## Карьера в сборной
9 октября 2009 года в рамках первого квалификационного раунда чемпионата Европы по футболу среди юношей до 19 лет 2010 года, игры которого проходили в Швеции, сыграл первый матч за юношескую сборную Грузии с Украиной. Всего за сборную до 19 лет провёл шесть встреч. За грузинскую молодёжку дебютировал 3 июня 2011 года в отборочном матче молодёжного чемпионата Европы 2013 года со сборной Хорватии.
Игрок основной сборной Грузии. Дебютировал за сборную 5 марта 2014 года, выйдя на замену в товарищеском матче с командой Лихтенштейна.

## Достижения

### Командные
Рубин
- Обладатель Кубка России: 2011/12

Локомотив (Москва)
- Чемпион России: 2017/18
- Обладатель Кубка России (2): 2016/17, 2018/19
- Обладатель Суперкубка России: 2019
- Серебряный призёр чемпионата России (2): 2018/19, 2019/20

### Личные
- Футболист года в Грузии (2): 2014, 2017
- В списках 33 лучших футболистов чемпионата России: № 1 — 2017/18
- Обладатель приза «Стальной рельс»: 2017/18

## Статистика
| Клуб             | Сезон            | Лига | Лига | Кубки | Кубки | Еврокубки | Еврокубки | Итого | Итого |
| Клуб             | Сезон            | Игры | Голы | Игры  | Голы  | Игры      | Голы      | Игры  | Голы  |
| ---------------- | ---------------- | ---- | ---- | ----- | ----- | --------- | --------- | ----- | ----- |
| Рубин            | 2011/2012        | 8    | 1    | 2     | 0     | 4         | 0         | 14    | 1     |
| Рубин            | 2012/2013        | 3    | 0    | 0     | 0     | 0         | 0         | 3     | 0     |
| Рубин            | 2013/2014        | 18   | 0    | 1     | 0     | 3         | 0         | 22    | 0     |
| Рубин            | 2014/2015        | 29   | 1    | 3     | 0     | 0         | 0         | 32    | 1     |
| Рубин            | 2015/2016        | 29   | 1    | 0     | 0     | 10        | 0         | 39    | 1     |
| Рубин            | 2016/2017        | 0    | 0    | 1     | 0     | 0         | 0         | 1     | 0     |
| Рубин            | Итого            | 87   | 3    | 7     | 0     | 17        | 0         | 111   | 3     |
| Нефтехимик       | 2012/2013        | 18   | 0    | 1     | 0     | 0         | 0         | 19    | 0     |
| Нефтехимик       | Итого            | 18   | 0    | 1     | 0     | 0         | 0         | 19    | 0     |
| Локомотив        | 2016/2017        | 12   | 0    | 3     | 0     | 0         | 0         | 15    | 0     |
| Локомотив        | 2017/2018        | 29   | 2    | 2     | 1     | 10        | 0         | 41    | 3     |
| Локомотив        | 2018/2019        | 30   | 1    | 6     | 0     | 5         | 0         | 41    | 1     |
| Локомотив        | 2019/2020        | 9    | 0    | 1     | 0     | 1         | 0         | 11    | 0     |
| Локомотив        | Итого            | 80   | 3    | 12    | 1     | 16        | 0         | 108   | 4     |
| Всего за карьеру | Всего за карьеру | 185  | 6    | 19    | 1     | 33        | 0         | 238   | 7     |